# Santa Monica Mountains

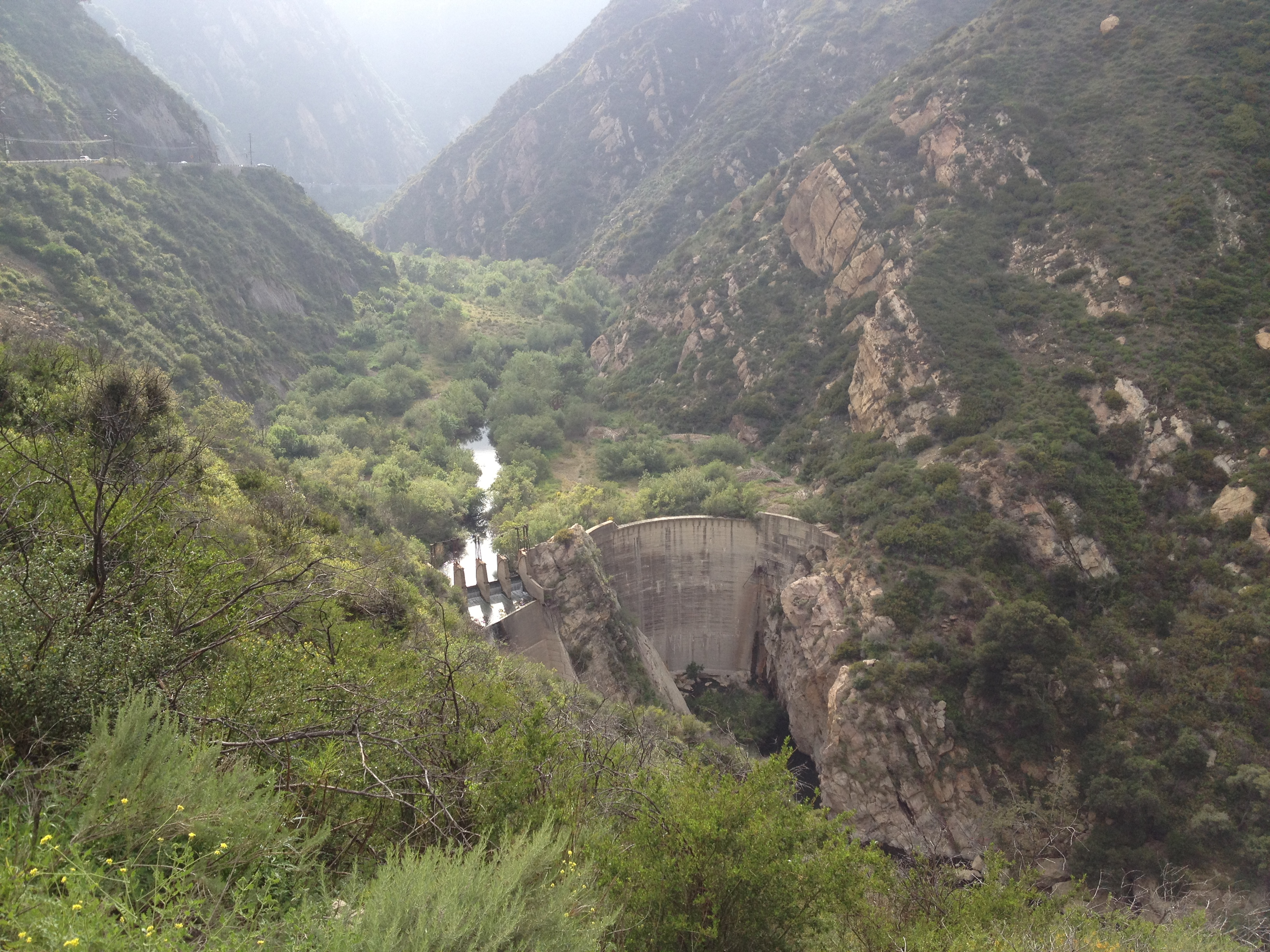
De Malibu Canyon in de Santa Monica Mountains

De Santa Monica Mountains zijn een bergketen van de Transverse Ranges in Zuid-Californië nabij de kust van de Grote Oceaan in de Verenigde Staten. Het hoogste punt is met 949 m Sandstone Peak.

## Geografie
Het gebergte strekt zich ongeveer 64 kilometer uit in oost-westelijke richting van de Hollywood Hills in Los Angeles naar de Oxnard Plains in Ventura County en bevindt zich ten westen van het Los Angeles Basin, de vlakte waar een groot deel van de stad Los Angeles ligt. De bergen lopen parallel aan de Santa Susana Mountains die ten noorden van de San Fernando Valley liggen. Het westelijk deel van de Santa Monica Mountains, dat Malibu scheidt van Conejo Valley, eindigt abrupt bij Mugu Rock, waar de ruige kustlijn ruimte maakt voor estuaria en zandduinen van de Oxnard Plains. De oostelijke bergen vormen een scheiding tussen de San Fernando Valley en het Los Angeles Basin. Steden in die rondom de Santa Monica Mountains liggen zijn onder andere Thousand Oaks, Santa Monica en Malibu.

### Geologie
Geologen beschouwen de noordelijke Channel Islands als westelijke uitlopers van de Santa Monica Mountains in de Grote Oceaan. Het gebergte is ontstaan als gevolg van opeenvolgende periodes van stijging uit en daling in het water door de Raymondbreuk, waardoor er complexe lagen van sedimentair gesteente ontstonden.

### Klimaat
Het gebergte heeft een mediterraan klimaat, net als het Middellandse Zeegebied, met warme, droge zomers en frissere, nattere winters.

## Parken
Een groot deel van de bergen valt onder het Santa Monica Mountains National Recreation Area. Het onderhoud en behoud van het landschap wordt geregeld door de Santa Monica Mountains Conservancy, de National Park Service, de California State Parks en de county- en gemeentelijke organisaties. Momenteel staan de Santa Monica Mountains onder druk van de lokale bevolking die de bergen als een gewenste woonlocatie zien en de parken als recreatieve en wilde plekken om te ontspannen, die steeds zeldzamer worden in het stedelijke Los Angeles. In 2014 stemden de California Coastal Commission en het Los Angeles County Board of Supervisors in met een bestemmingsplan om onderscheid te maken tussen private stukken land die streng beschermd moeten worden en stukken land die ontwikkeld kunnen worden binnen de regels van het gedetailleerde plan.